# Berdum
Berdum ist ein Ortsteil der Stadt Wittmund des gleichnamigen Landkreises Wittmund in Niedersachsen.

## Geschichte

### Burg
Bei Berdum gab es die abgegangene Burg Bedden. Sie war eine Wasserburg, die 1373 in der historischen Überlieferung erstmals erwähnt wird. Das damals in Berdum herrschende Geschlecht ist unbekannt. Vor 1500 saß auf der Burg die Familie von Bassen, 1523 kam sie nach deren Aussterben im Erbgang an die von Bothmer. Die Burg bestand ehemals aus einem Steinhaus, das von einem doppelten Graben mit dazwischen liegendem Wall umgeben war. Im Giebel des heutigen Hauses sind noch Reste eines Vorgängerbaus zu sehen. Die 70 × 60 m große Wurt ist heute noch von Wall und Graben umgeben-

### Sturmflut
Der niedrige Berdumer Altdeich wurde im späten Mittelalter (um 1570) gebaut als Verteidigung von Burg und Dorf gegen Überflutungen im ganzen Harlingerland. Neuere und höhere Deiche wurden 1598 und 1658 fertiggestellt. 1658 wurde als Sielort Neufunnixsiel gegründet. Die neuen Deiche im Harlingerland hielten aber nicht jedem Hochwasser stand. Die schwerste Sturmflut in der Geschichte Ostfrieslands war die Weihnachtsflut vom 24. auf dem 25. Dezember 1717. Im Kirchspiel Berdum zählte man 113 Todesopfer. Berdum gehörte damit zu den am schwersten getroffenen Dörfern. Beinahe jede Familie hatte Todesopfer zu beklagen.

## Sehenswürdigkeiten

### Pfarrkirche Maria-Magdalena
Die Berdumer Backsteinkirche, die auf einer Warft 1801 neugebaut und geweiht wurde, hatte nachweislich einen Vorgängerbau. In der Kirche befinden sich an der Nordwand unter der Empore zwei bemalte Schnitzfiguren, vermutlich von Jacob Cröpelin aus Esens (um 1650). Die Orgel von Joachim Richborn (1677) wurde 1789 nach Grimersum verkauft und dort später durch einen Neubau ersetzt. 1878 erbaute Gerd Sieben Janssen das heutige Instrument mit neoromanischem Prospekt.

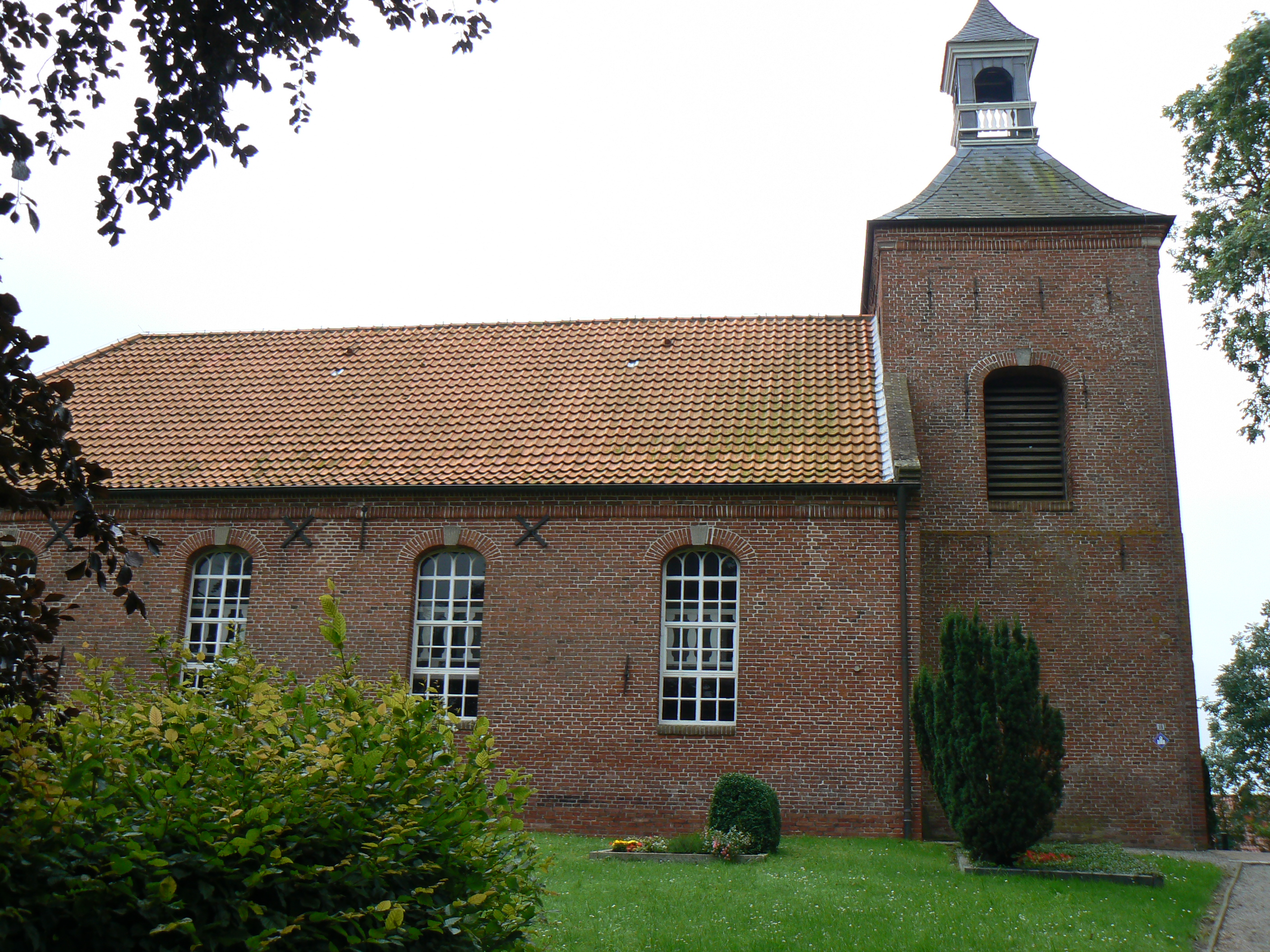
Kirche und Warft
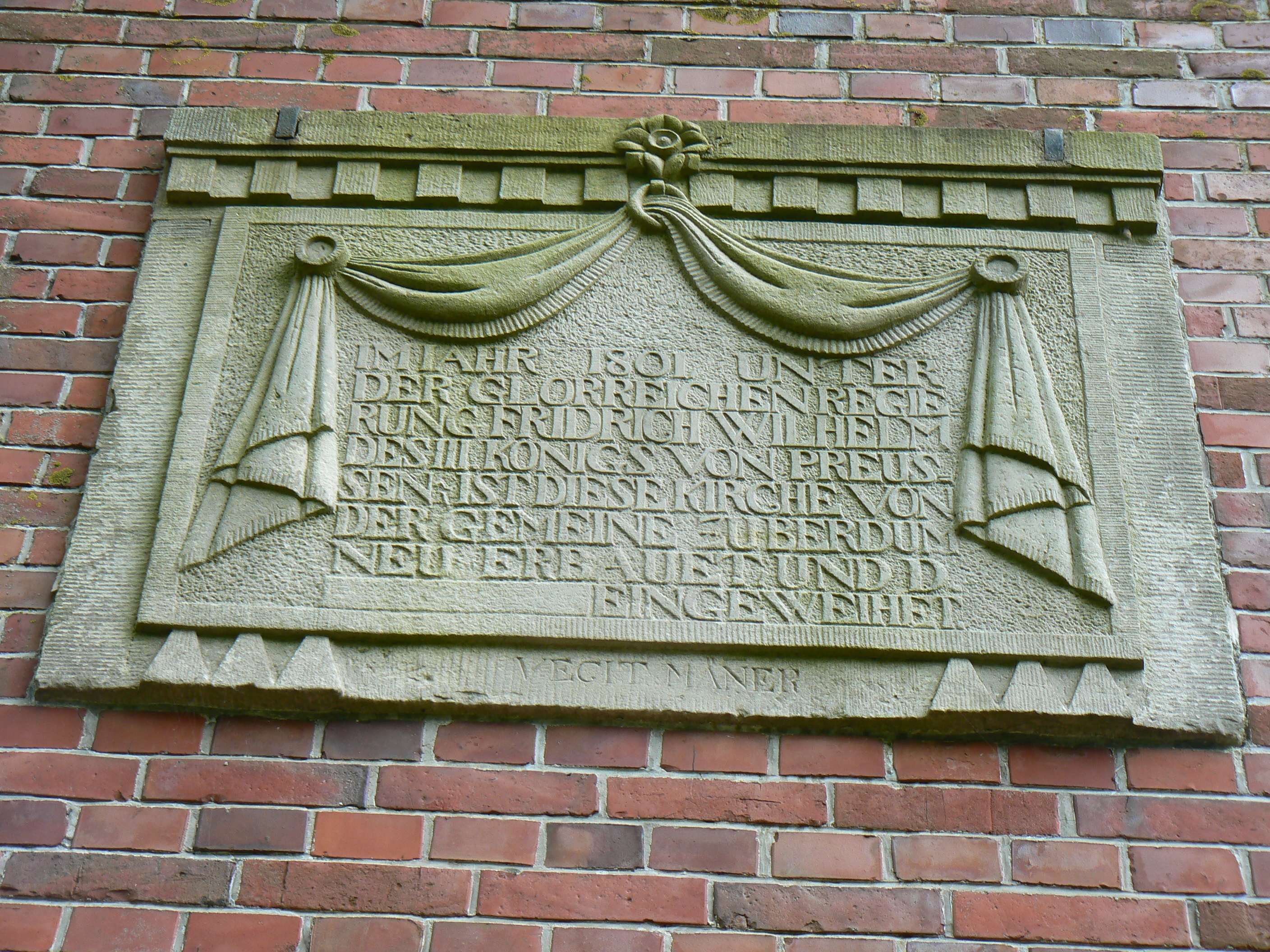
Denkstein 1801
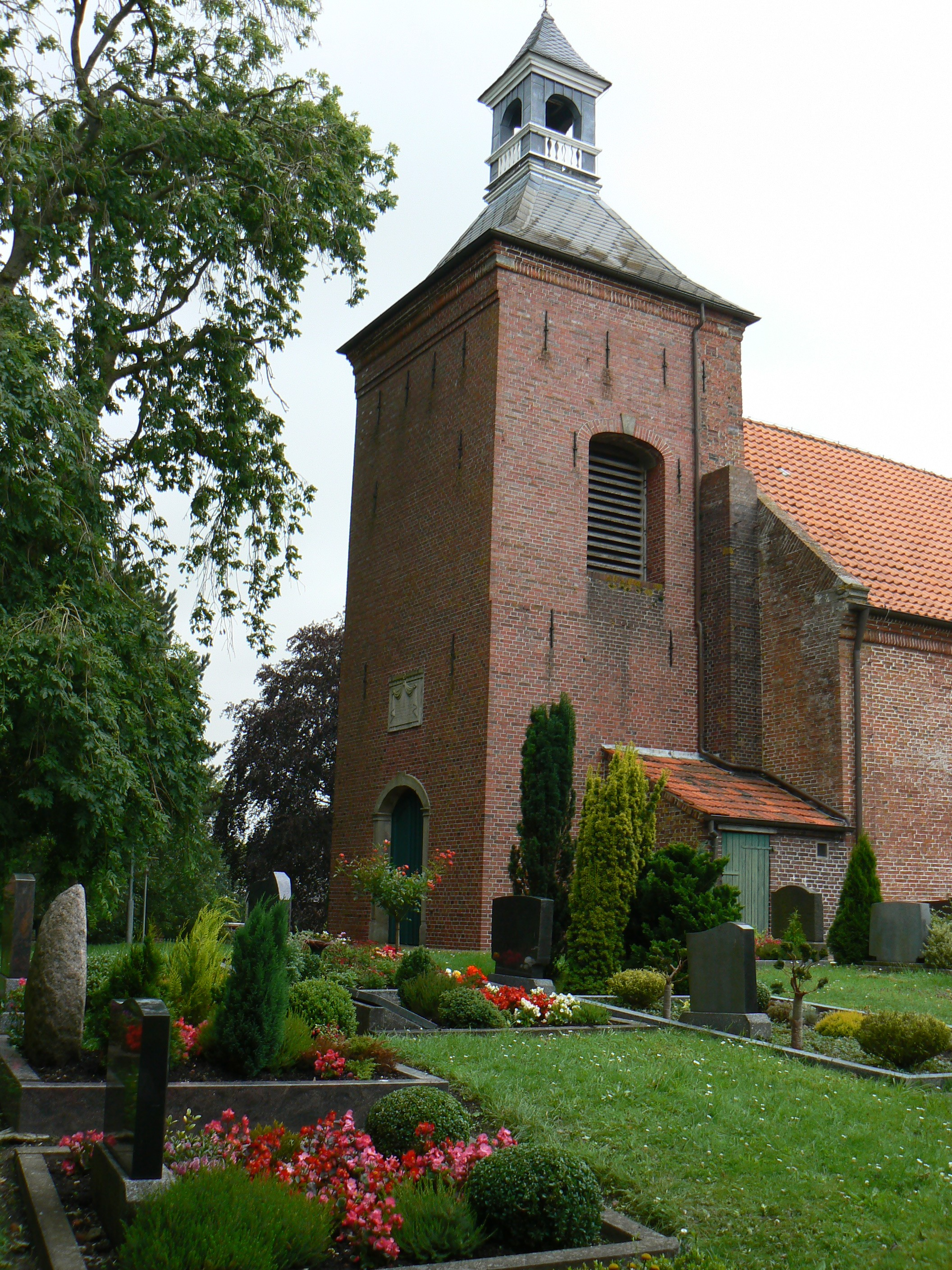
Turm
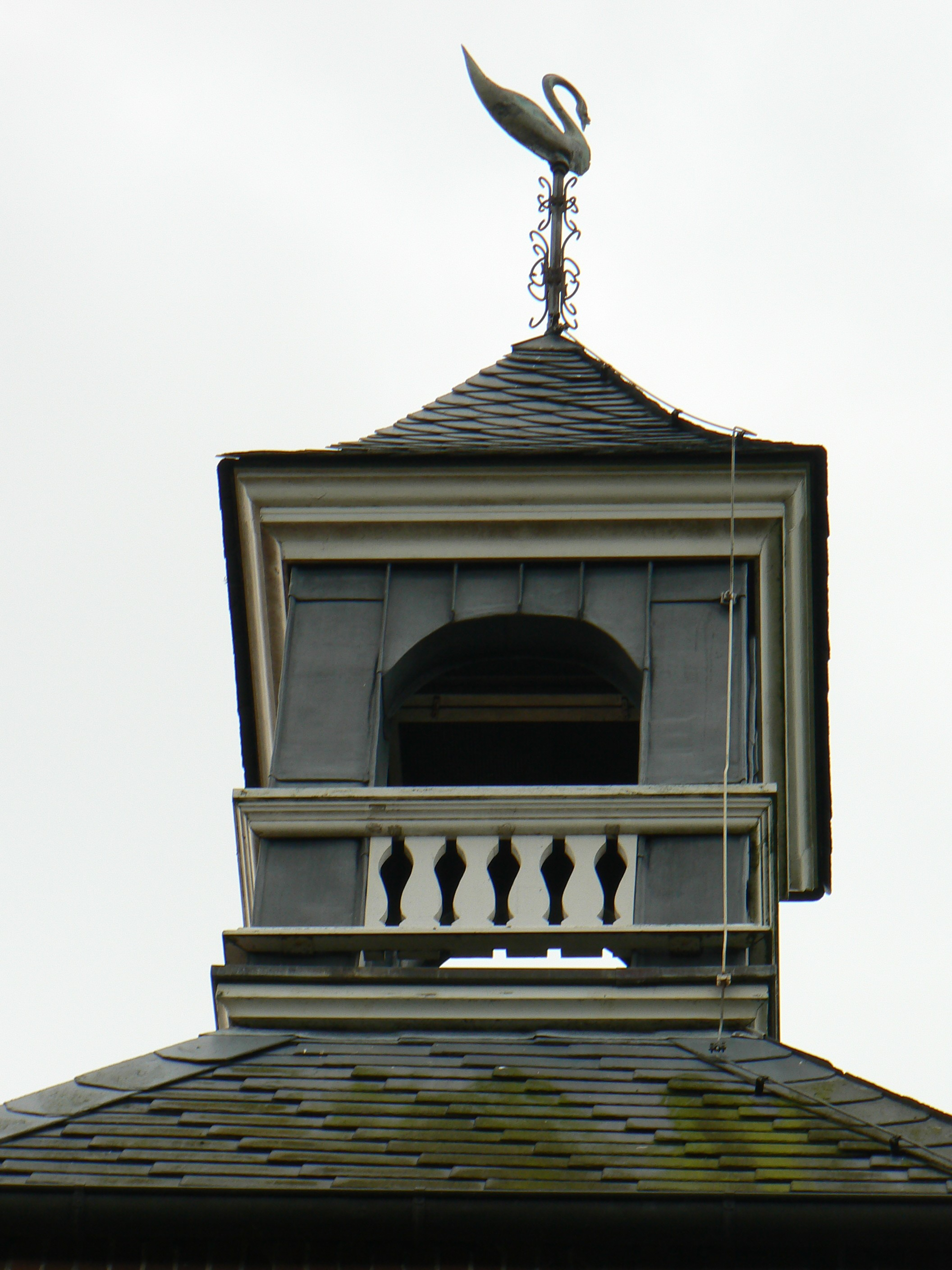
Turmspitze
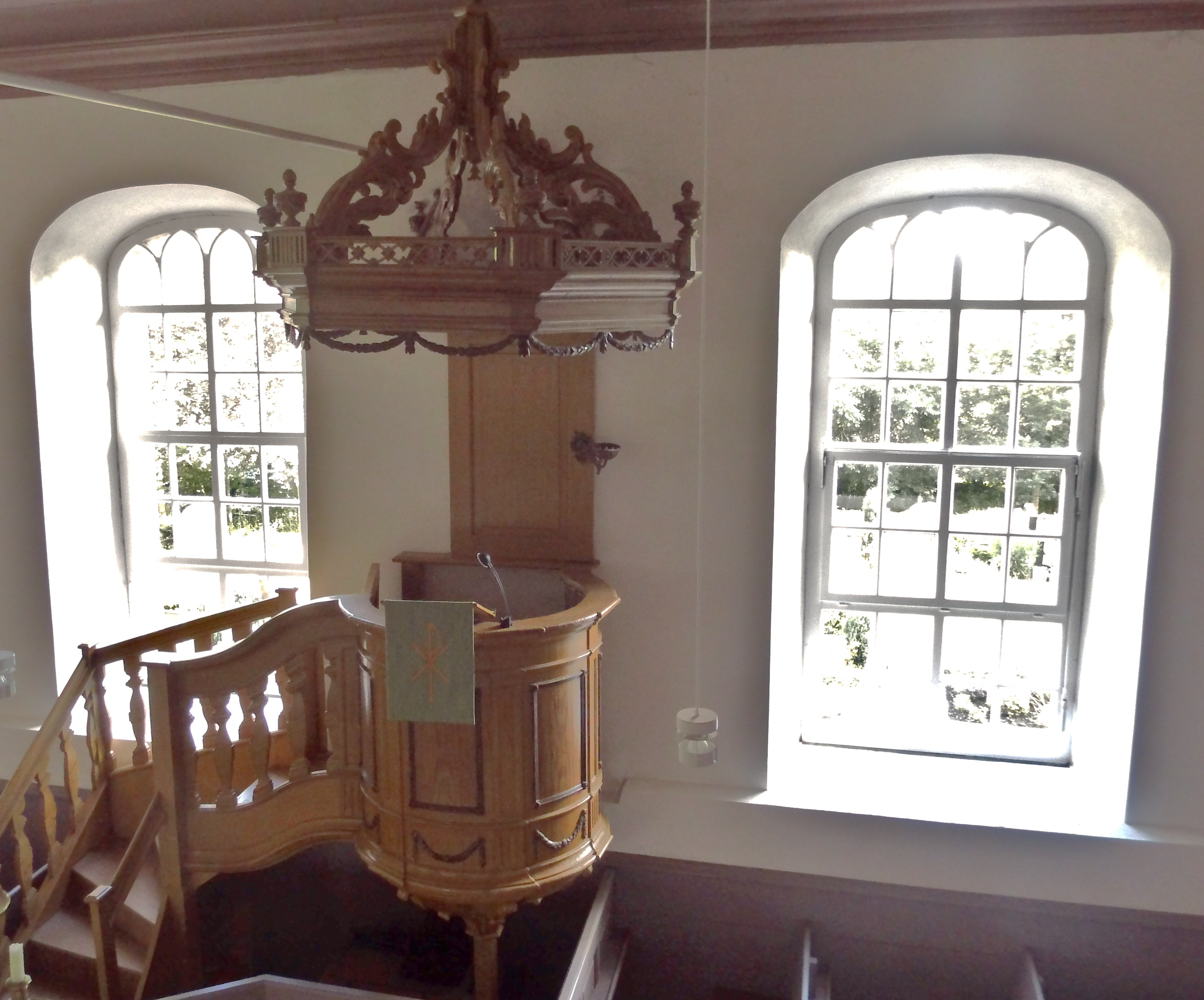
Kanzel

### Berdumer Mühle
Der 1820 erbaute Erdholländer wurde 1909 erneuert, aber im Jahre 1972 folgte aus wirtschaftlichen Gründen die Stilllegung. Die Mühle wird seit 1989 vom Förderverein Mühlendorf Berdum e. V. gepachtet und renoviert. Mühle und Müllerhaus stehen – wie auch die Kirche – unter Denkmalschutz.